# ТЕС Шувейхат S1
24°9′54″ пн. ш. 52°34′8″ зх. д. / 24.16500° пн. ш. 52.56889° зх. д.
ТЕС Шувейхат S1 — теплова електростанція на заході емірату Абу-Дабі (Об'єднані Арабські Емірати), розташована поблизу міста Рувайс.
Станція має один енергоблок з показником у 1615 МВт, в якому 5 газових турбін потужністю по 222 МВт живлять через відповідну кількість котлів-утилізаторів дві парові турбіни по 254 МВт. ТЕС ввели в експлуатацію у 2003—2005 роках, при цьому першими запустили газові турбіни.
Як паливо станція споживає природний газ, котрий подали по спеціально прокладеному від Рувайса трубопроводу.
Для охолодження використовують морську воду.
Зв'язок із енергосистемою відбувається по ЛЕП, розрахованим на роботу під напругою 400 кВ та 220 кВ.
З електростанцією інтегрований завод із опріснення, який використовує отримане від ТЕС тепло для випаровування води та має 6 виробничих ліній загальною потужністю 454 млн літрів на добу.
Проект реалізували через компанію Shuweihat CMS International Power Company (SCIPCO), учасниками якої є були Abu Dhabi National Energy Company (TAQA, 60 %), японська Sumitomo та французька GDF SUEZ (по 20 %). В подальшому частку Sumitomo викупила саудійська ACWA Power.
Можливо також відзначити, що протягом наступного десятиліття поруч запустили ТЕС Шувейхат S2 та ТЕС Шувейхат S3, споруджені іншими консорціумами.